# 萨勒县
萨勒县（Saalekreis）是德国萨克森-安哈尔特州的一个县，组建于2007年7月1日，首府梅泽堡。